# Chamaedorea elegans
Chamaedorea elegans, bergpalm, är en enhjärtbladig växtart som beskrevs av Carl Friedrich Philipp von Martius. Chamaedorea elegans ingår i släktet Chamaedorea och familjen Arecaceae. Inga underarter finns listade i Catalogue of Life.

## Bildgalleri

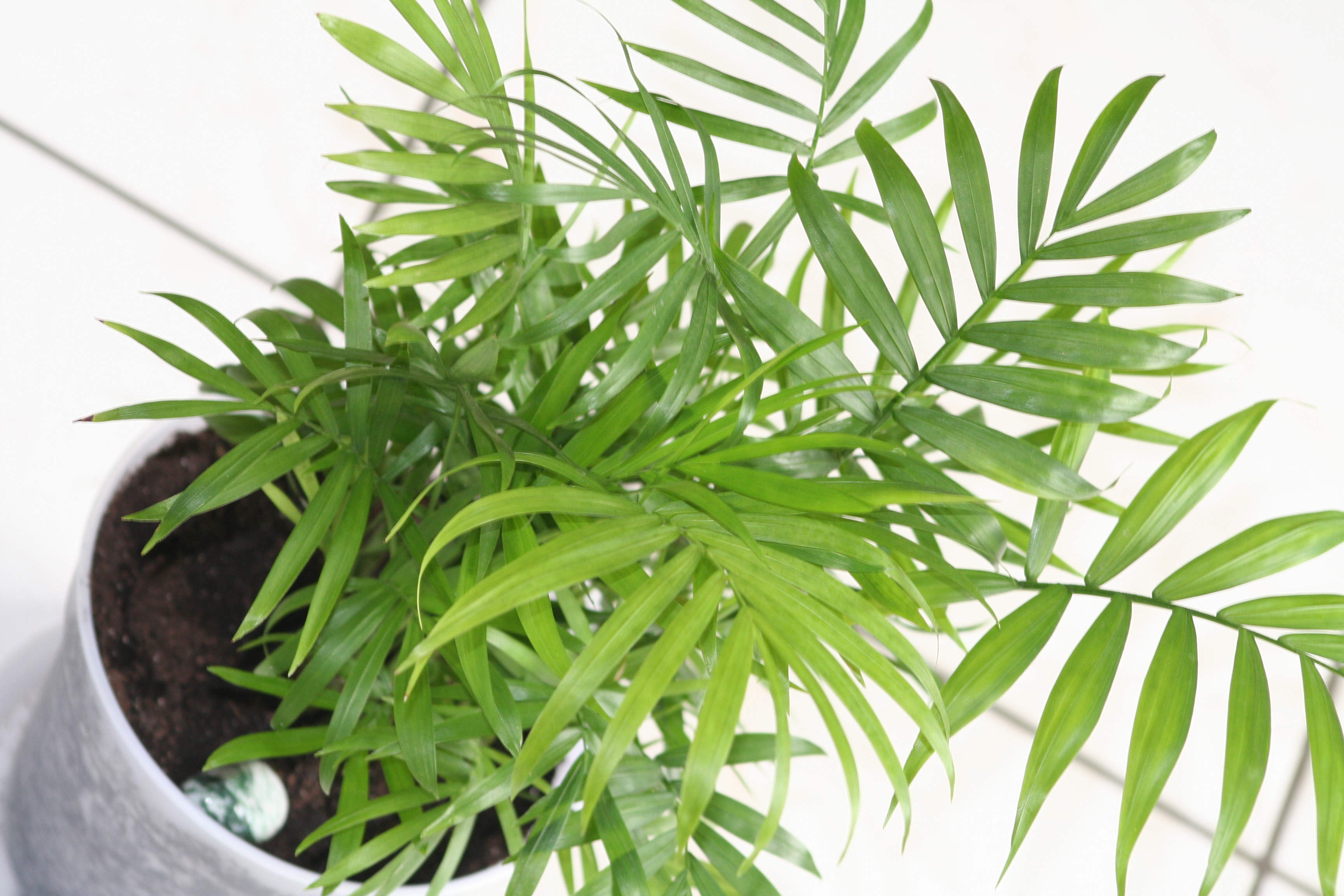
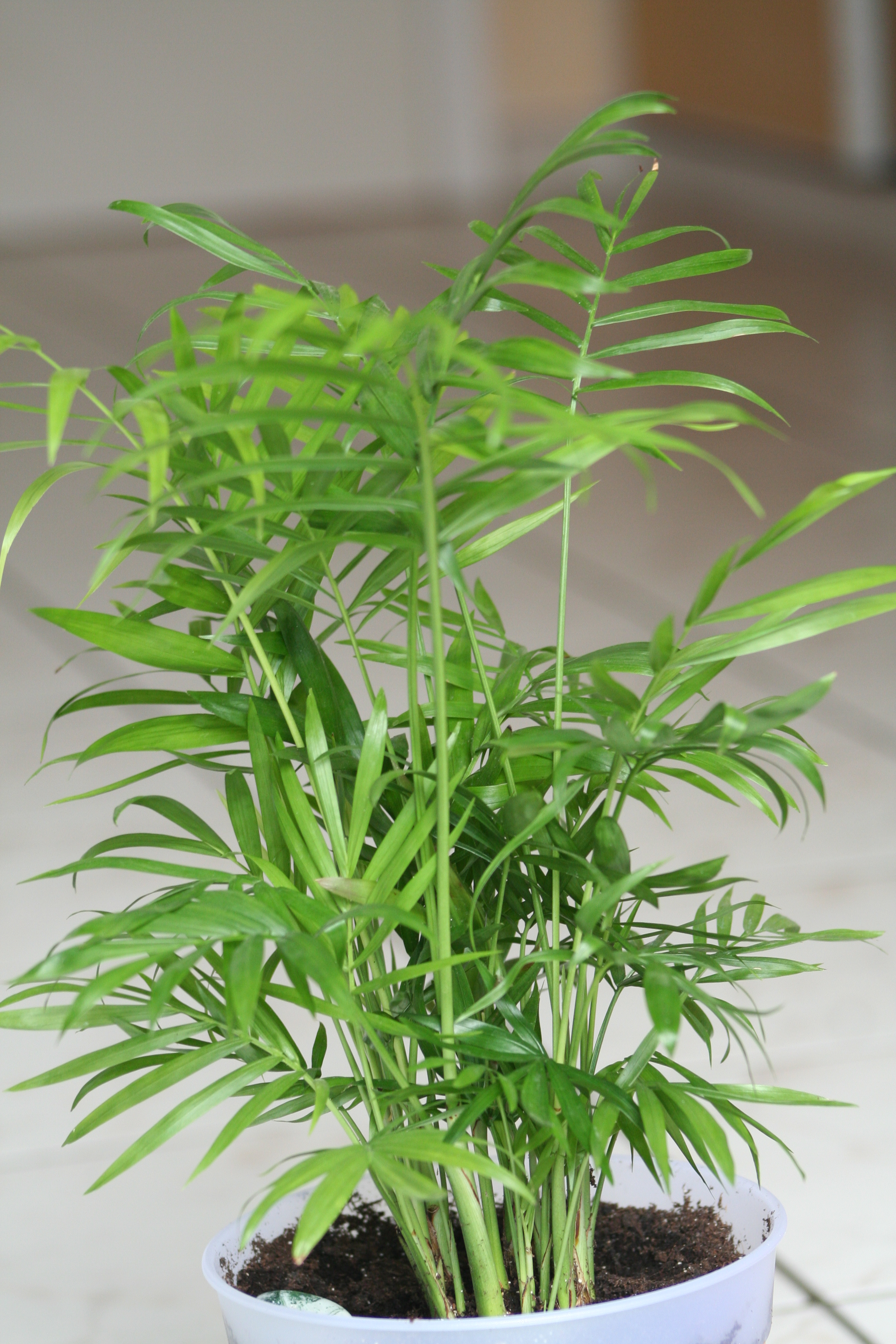
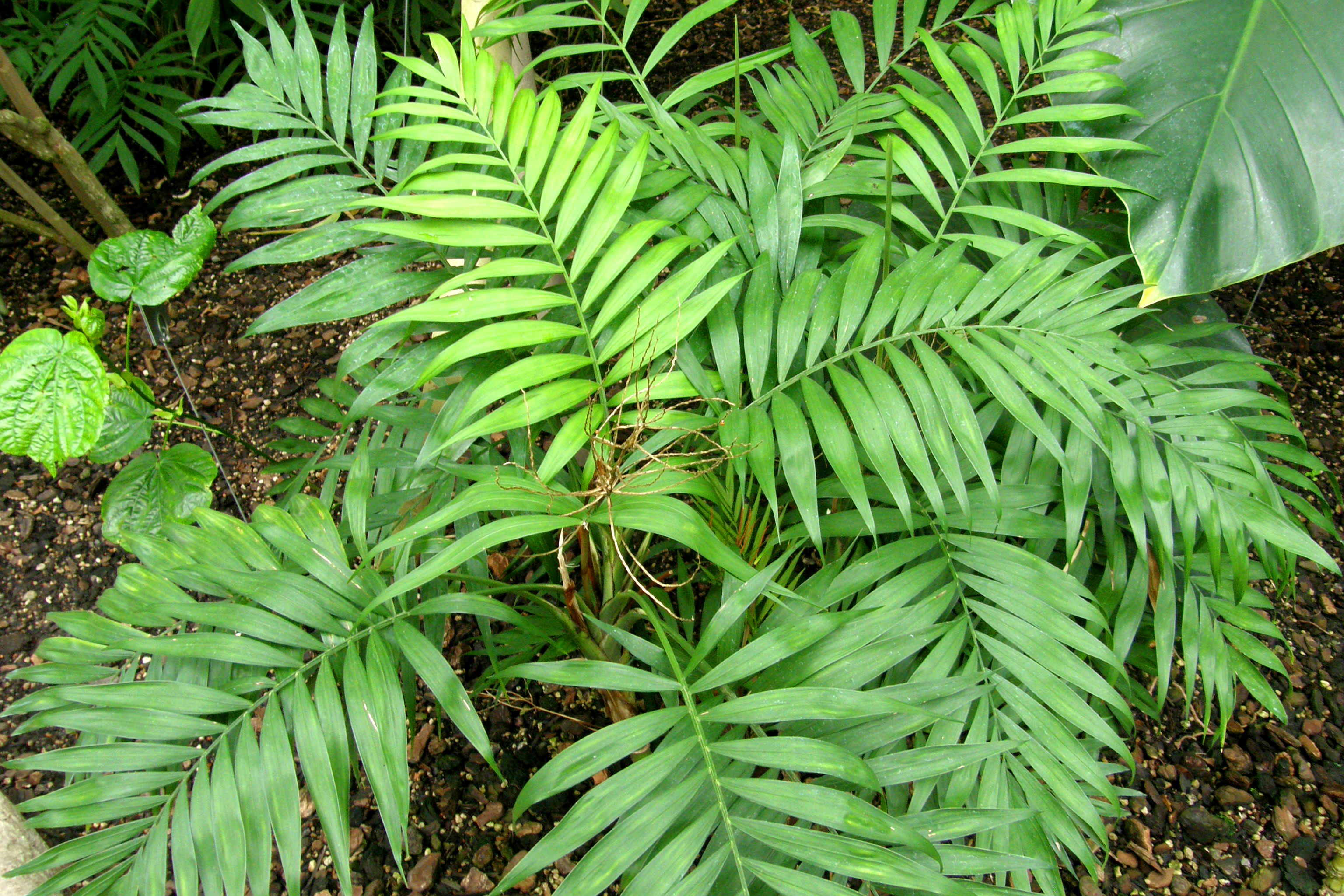
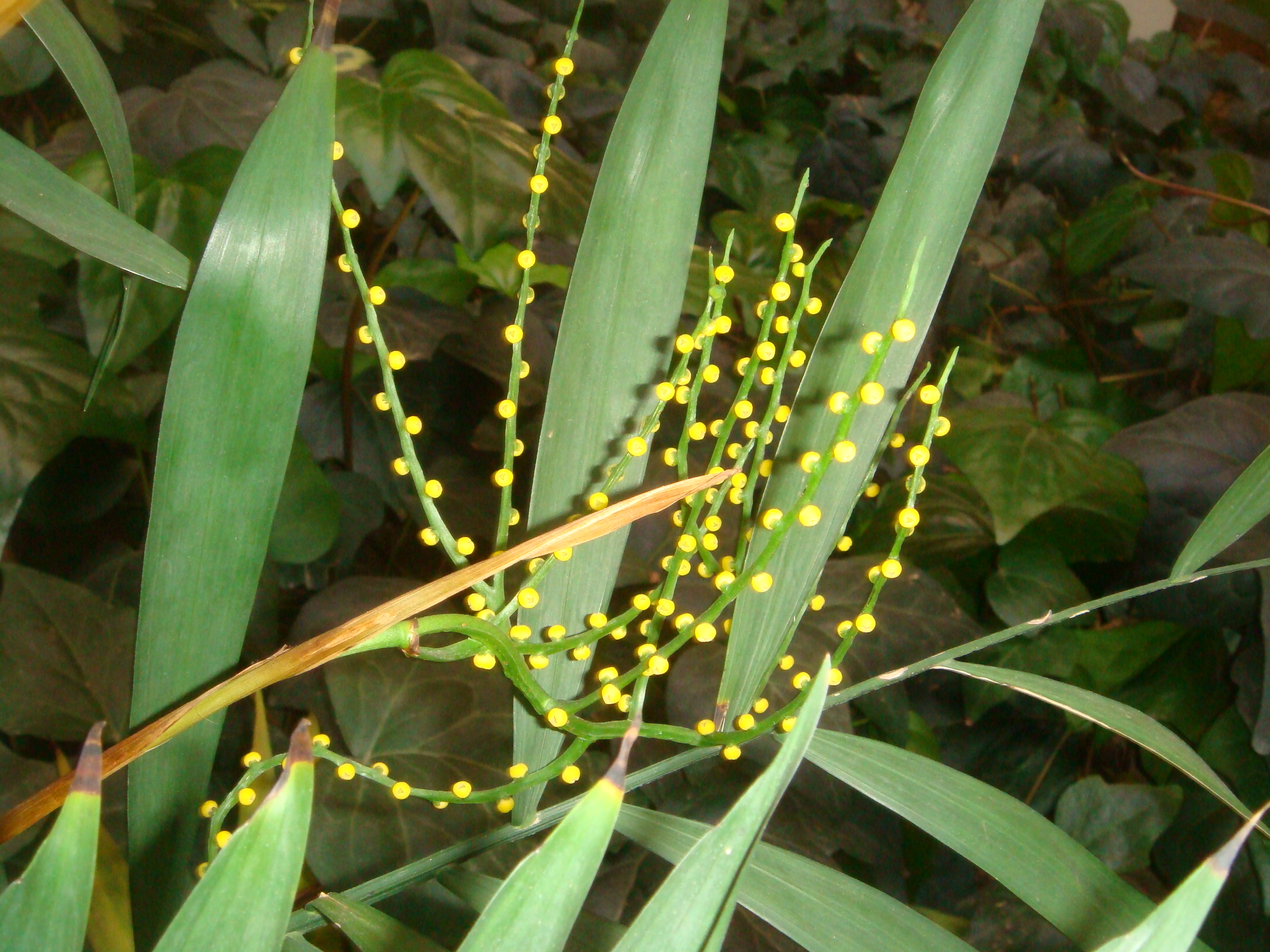
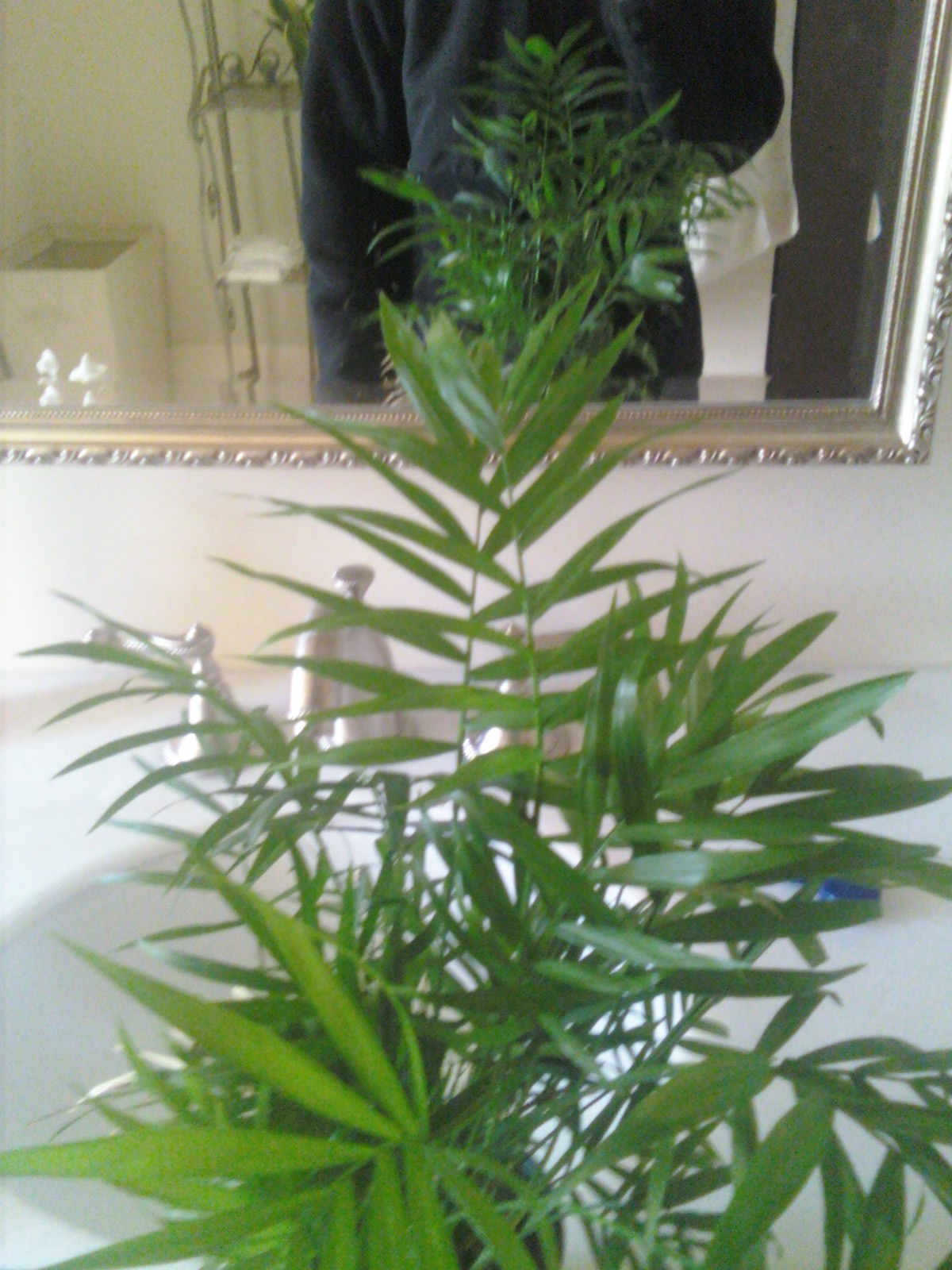
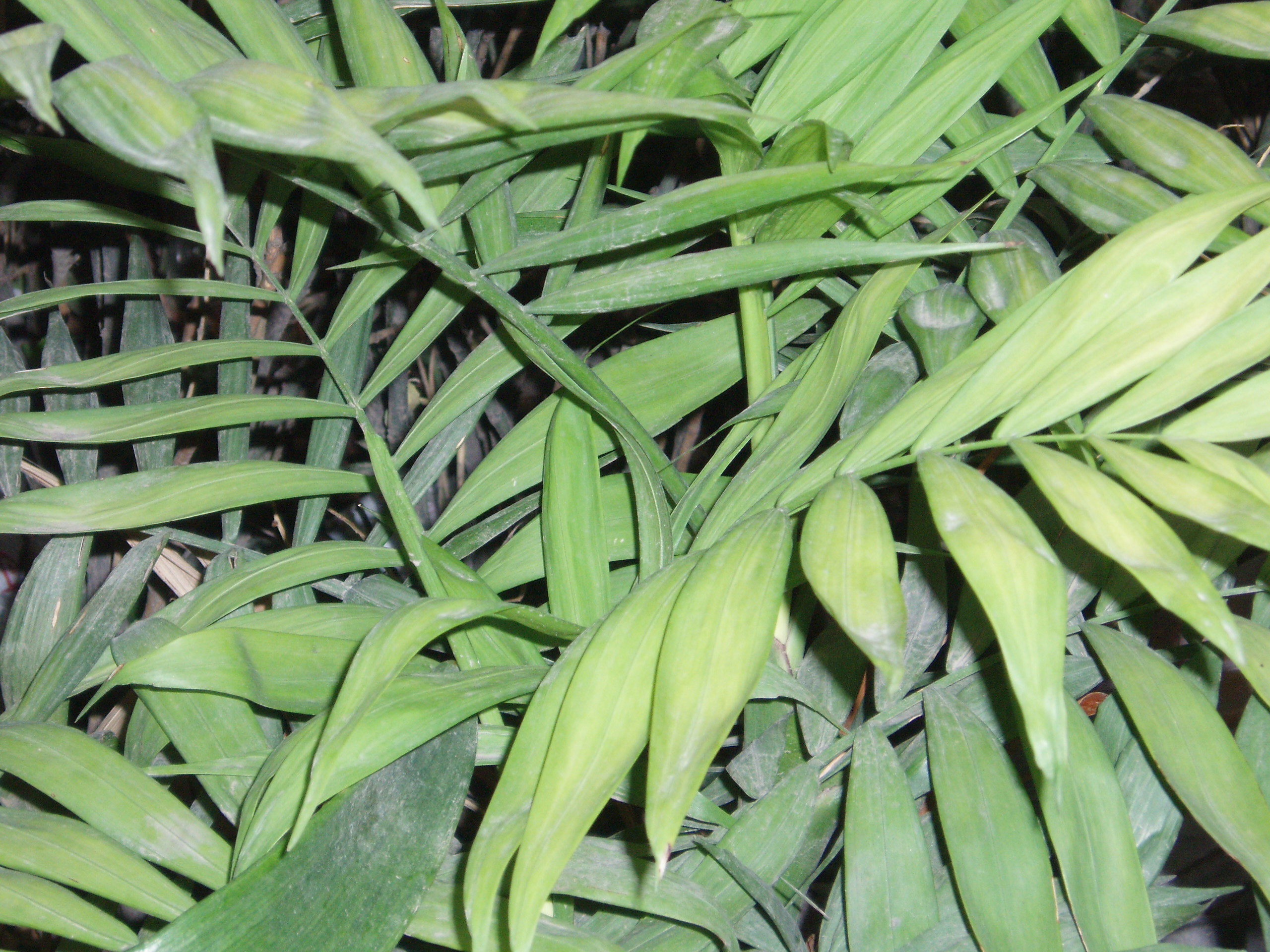